# Rectoplacera
Rectoplacera is een geslacht van uitgestorven kreeftachtigen uit de klasse van de Ostracoda (mosselkreeftjes).

## Soorten
- Rectoplacera differta Kotchetkova, 1992 †
- Rectoplacera explicata Kotchetkova, 1992 †